# 武蔵村山市内循環バス

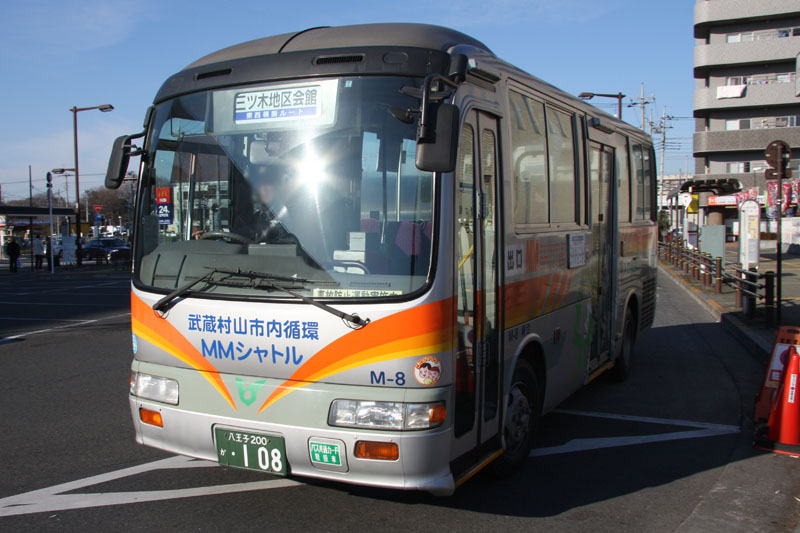
過去の車両
日野・リエッセ M-8号車
東西横断ルート、上北台駅にて
瑞穂営業所所管時代（2008年1月撮影）

武蔵村山市内循環バス（むさしむらやましないじゅんかんバス）は、東京都武蔵村山市が運行するコミュニティバス。愛称は「MMシャトル」（えむえむシャトル）。1980年（昭和55年）7月1日運行開始。全国で運行されるようになったコミュニティバスの先駆けとされる。現在は2ルートが運行されている。

## 概要
運行開始時より立川バスに運行を委託している。1980年7月の運行開始時は上水営業所が担当していたが、瑞穂営業所に移管され、福生営業所の開設に伴い再移管された。
1980年（昭和55年）7月1日、東京都内初の自治体運営バスとして運行開始。多摩地域初のコミュニティバスでもある。その後、1986年（昭和61年）8月20日に日野市ミニバスが開業し、1995年（平成7年）11月26日に武蔵野市のムーバスが開業してブームとなった、コミュニティバスの先駆的な存在である。
武蔵村山市は東京都の市制都市として唯一、市内に鉄道駅が存在しない。まだ「コミュニティバス」という言葉もなかった1980年代に、交通空白地域の解消や公共施設への連絡など、一般路線バスだけではカバーしきれない市民の足を確保するため運行開始された。市内には駅がないため、玉川上水駅（立川市・東大和市）、上北台駅（東大和市）に乗り入れる。

## 歴史

### 運行開始から
1980年（昭和55年）7月1日、武蔵村山市が購入した車両（マイクロバス3台）を、立川バスに委託して運行開始。当初は立川バス上水営業所が運行受託していた。運行開始時に導入された初代車両は、立川バスカラーのいすゞ・ジャーニーL（K-BE22）が使用された。
1990年、初代車両が除籍され、2代目車両の立川バスカラーの日野・レインボーRB（U-RB）に代替された。
ルートは、西武拝島線玉川上水駅を起点に「内回り」「外回り」の循環経路で運行していた。運賃体系は、市内の路線バスと同様に多区間運賃を採用していた。

### モノレール開業後
1999年（平成11年）10月1日、多摩都市モノレールの開業に合わせて再編が行われ、「MM (Musashi Murayama) シャトル」の愛称が与えられた。同時に車両も日野・リエッセ（車椅子用リフトなし）に新調され、立川バスカラーから多摩都市モノレールの車両に似た現行カラーへ変更された。この際に大幅な路線変更が行われ、玉川上水駅の他に西武拝島線武蔵砂川駅や、多摩都市モノレール上北台駅とも結ばれた。
2000年（平成12年）10月1日、上水営業所から瑞穂営業所へ移管。同年9月30日の国立営業所閉鎖に伴い、翌10月1日に全営業所で変更（ダイヤ改正および路線移管）が発生。国立営業所の所轄路線は上水営業所、拝島営業所とシティバス立川（同年10月1日営業開始）が分担した。そのため、MMシャトルは瑞穂営業所に移管されることになった。
その後、2002年（平成14年）4月27日に市営温泉施設「村山温泉かたくりの湯」が落成。また日産自動車村山工場跡地再開発により、2006年（平成18年）11月18日にはダイヤモンドシティ・ミュー（現：イオンモールむさし村山）が開業した。それに伴い経路を変更して経由するようになった。
2007年（平成19年）9月14日より、バスの位置情報を携帯電話やインターネットで確認できるバスロケーションシステム「武蔵村山市内循環バスナビシステム」を導入している。
2009年（平成21年）2月1日、さらなる運行の効率化のため、大幅なルート見直し及びダイヤ改正を行った。また武蔵村山市役所前・イオンモールの2箇所で乗継チケットの発行を開始、現金払いに限り運賃が100円引きとされた。

### 均一運賃への変更
2011年（平成23年）5月1日から2012年（平成24年）3月31日までの予定で、多区間運賃から100円均一運賃とするワンコイン運賃の試行を実施した。ワンコイン運賃の試行期間内の変更点は以下のとおり。また試行期間中に、あわせてルート・ダイヤ再編の検討を行うこととした。
- 大人・子供（小学生以上）ともに運賃は100円[12][13]。未就学児は引き続き無料[12][13]。
- 障害者割引（運賃半額）は適用されず、同額の100円となる[12][13]。
  - 多区間運賃での初乗り運賃の半額は90円のため、初乗り区間では子供・障害者運賃は逆に高くなる[12][13]。
- 乗継チケットによる割引制度は適用されず、1乗車につき100円となる[12][13]。
- MMシャトル専用回数券・定期券が利用できなくなる[12][13]。払い戻しは立川バス営業所で行う[12][13]。
- 交通系ICカード（PASMO・Suica）は引き続き利用できるが、バス利用特典サービスが適用されなくなる[12][13][注釈 2]。

- 東京都シルバーパスは引き続き利用できる[12][13]。
- 利用状況を把握するため、乗車方法は従来通りの後払い整理券方式とする[12][13]。従来どおり、現金や回数券の場合は整理券を取って乗車し、降車時に運賃・整理券を運賃箱に投入する[12][13]。ICカード利用の場合は乗車時・降車時ともカードリーダーにタッチする[12][13]。

ワンコイン運賃試行期間中は市の広報などで積極的にPRし、市内循環バスのさらなる利用を呼びかけた。その結果、利用者は増えたものの、値下げにより運賃収入は減少することとなった。2010年度（平成22年度）に比べ、輸送人員は12%増加したものの、運賃収入は23%の減収となった（5月～9月の比較）。
運行経費の赤字分については年間8,500万円を限度に市が立川バスに補助金を支出しているが、2010年度（平成22年度）の実績では、運賃収入約3千万円に対して運行経費は1億5千万円以上にのぼり、市の補助限度額を超えた赤字分は立川バス側が「持ち出し」で負担する形となっている。2011年に立川バスは『バスラマ・インターナショナル』の取材に答え、立川バスが運行受託するコミュニティバスは多摩地域の5市全てで赤字だとした上で、自治体によっては財政難から赤字分が全額補填されないため、コミュニティバスのあり方について存廃も含め考え直す必要があるとして、自治体とも話し合いを進めていると語った。
2012年（平成24年）3月15日には、ワンコイン運賃試行期間の延長を発表。運行内容の変更が正式に決定・施行されるまで試行運行を継続する予定とし、翌2013年4月1日のルート再編時までワンコイン運賃での運行が継続された。
利用促進を広報した2011年11月以降は、輸送人員は前年度比17%増（東京都シルバーパス利用者を除く）、運賃収入は前年度比21%減となった。
翌2012年8月1日に「市内循環バス（MMシャトル）運行方法の変更案について」を発表。変更案の概要は以下のとおりとされた。
- 運行ルート：上北台ルート、玉川上水ルート、武蔵砂川ルート、西ルートの4路線[18]。
  - 上北台ルート：村山温泉かたくりの湯は、施設利用者の帰宅に配慮し、夕方の駅方向のみ経由する[18]。
  - 玉川上水ルート：日中ルートの循環部分を極力減らし、わかりやすい往復ルートとする[18]。
  - 武蔵砂川ルート：往復ルートに変更。朝は駅への速達性を重視しイオンモールへの乗り入れを中止[18]。
  - 西ルート：武蔵砂川ルートの日中時の経路、西循環ルートで利用者が少ないため、統合して西ルートに再編[18]。
- 西ルートの統合・再編に伴う路線廃止の代替として、市内南西部でコミュニティタクシーなどの導入を検討する[18]。
  - 2013年（平成25年）4月から乗合タクシーの実証運行を開始[19][20]。愛称は「むらタク」に決定[20][21]。
- 運賃：170円均一（子供・障害者90円、未就学児は無料）[18]。
  - 立川バスの初乗り運賃と同額に設定[18]。東京都シルバーパスは引き続き利用可能とする[18]。
- 運行本数：市民からは増便要望が多かったが、利用状況と経費の面から、同程度を維持とする[18]。

2013年（平成25年）4月1日、上記の変更案を受けてルート変更・ダイヤ改正を行った。この日をもってワンコイン運賃試行運行は終了し、大人170円均一運賃へ移行した。同日より乗合タクシー「むらタク」も運行開始された。追加で決定・実行された施策は以下のとおり。
- 2011年5月からのワンコイン運賃試行により廃止された、専用回数券が復活。170券・90円券の2種を発売[17]。
- 同じくワンコイン運賃施行により廃止された定期券は、割引率が高くなるとして復活しなかった[17]。
- 専用一日乗車券「MMワンデーフリーパス」が新設された[17]。
- 市内循環バス利用を促すため、市内循環バスの路線図・時刻表などを掲載した利用案内パンフレットを作成し、『市報むさしむらやま』同年4月1日号とともに配布した[17]。
- ラッピングバスを運行（エアロミディME）。村山温泉かたくりの湯（M26）、六道山公園（M24）、多摩都市モノレール市内延伸早期実現（M25）、多摩国体マスコット「ゆりーと」の4種類[17]。

### 福生営業所へ移管後
2018年（平成30年）7月1日に福生営業所が開設され、瑞穂営業所と拝島営業所が統合されたことに伴い、市内循環バスも福生営業所へ移管された。なお、福生営業所の開設により立川バスの一般路線バスではダイヤ改正や経路変更が発生したが、この移管による市内循環バスの時刻・経路の変更はない。
2019年（平成31年）1月1日から、バスロケーションシステムをリニューアル。有限会社エイ・ケイ・システム（埼玉県熊谷市）のシステム「バスロケーションシステム BusGO!」による「市内循環バスロケーションシステム」が稼働開始した。なお同社の「バスロケーションシステム BusGO!」は、立川バスも運行受託する国分寺市のぶんバスをはじめ、日本全国各地のコミュニティバスで採用されている
2019年2月18日から同年9月30日まで、武蔵砂川駅では駅前広場の整備工事に伴い、バス停留所を暫定的に同駅の西側へ約50m離れた場所に移設していた。なお同日より、立川市のコミュニティバス「くるりんバス」の武蔵砂川駅停留所も同様に移設されていた。駅前ロータリーの完成に伴い、同年10月1日から駅改札前の停留所を使用開始、市内循環バスが駅前ロータリー内を経由するようになった。
また、2019年（令和元年）10月1日の消費税率引き上げに伴い、運賃制度を改定。同年10月1日よりPASMO・Suicaでのバス利用特典サービスの適用を開始した。2011年5月1日のワンコイン運賃試行時に廃止したものを再開した形となる。また同年9月30日をもって専用回数券の販売を終了した。詳細は「#運賃」を参照。
2022年（令和4年）4月1日、上北台ルートと玉川上水ルートでダイヤ改正を実施するとともに、利用者減などを理由に武蔵砂川ルートと西ルートの2ルートを廃止した。これにより市内の残堀地区などの南西部、武蔵砂川駅、及び立川市内へのMMシャトルの乗り入れがなくなったが、代わりに廃止された西ルート周辺のエリアを中心に、乗合タクシー「むらタク」の利用登録可能エリアを拡大し、「むらタク」の乗降場所に新たに武蔵砂川駅などの3箇所を設定した。
2024年（令和6年）4月1日より、運行委託バス事業者の人件費・燃料費高騰による運行経費増加により、運賃改定を実施した。

## 年表
- 1980年（昭和55年）7月1日[2][6][7] - 運行開始。立川バス上水営業所に運行委託[5]。
- 1998年（平成10年）11月27日 - 多摩都市モノレールの立川北駅 - 上北台駅間が先行開業。
- 1999年（平成11年）10月1日 - 多摩都市モノレールの開業に合わせて大規模再編が行われる[7]。
  - 「MMシャトル」の愛称が与えられる。
  - 専用車両がいすゞ・ジャーニーLから日野・リエッセ（車椅子用リフトなし）へ変更。
  - 車両カラーリングを立川バスカラーから、多摩都市モノレールの車両に似た現行カラーへ変更。
  - 大規模な路線変更を実施、玉川上水駅の他に西武拝島線武蔵砂川駅や、多摩都市モノレール上北台駅とも結ばれる[7]。
- 2000年（平成12年）10月1日 - 国立営業所の廃止に伴い、MMシャトルは上水営業所から瑞穂営業所へ移管。
- 2003年（平成15年）- ノンステップバスの三菱ふそう・エアロミディMEを導入開始。
- 2007年（平成19年）9月14日 - バスロケーションシステム「武蔵村山市内循環バスナビシステム」[10]を導入。
- 2008年（平成20年）11月 - 市内循環バス検討協議会が報告書「武蔵村山市内循環バスのあり方について」を発表[7]。
- 2009年（平成21年）2月1日 - ルート変更・ダイヤ改正を実施[11]。
- 2011年（平成23年）5月1日 - ワンコイン運賃（100円均一）試行運行を開始[12][13]。2012年3月末までの予定[12][13]。
- 2012年（平成24年）
  - ノンステップバスの日野・ポンチョを導入開始。
  - 3月15日 - ワンコイン運賃試行期間の延長を発表[16]。
  - 8月1日 - 「市内循環バス（MMシャトル）運行方法の変更案について」を発表[18]。
- 2013年（平成25年）4月1日 - ルート変更・ダイヤ改正を実施[17][22]。運賃を大人170円均一に改定[17]。一日乗車券を新設[17]。
- 2018年（平成30年）
  - 7月1日 - 瑞穂営業所と拝島営業所が統合され福生営業所が開設[24]。市内循環バスも福生営業所へ移管[24]。
  - 福生営業所へ移管後、2台残っていた日野・リエッセが除籍され全廃。全車ノンステップバスとなる。
- 2019年（平成31年/令和元年）
  - 1月1日 - バスロケーションシステムをリニューアル[25]。
  - 9月30日 - 専用回数券の販売を終了[33]。
  - 10月1日 - 消費税増税により運賃値上げ[33]。PASMO・Suicaのバス利用特典サービスが復活[33]。
  - 10月1日 - 武蔵砂川駅ロータリーの完成に伴い乗り入れ開始[24][32]。
- 2022年（令和4年）4月1日 - 利用者減などを理由に武蔵砂川ルート、西ルートの2ルートを廃止[35][38]。
- 2024年（令和6年）4月1日 - 人件費・燃料費高騰による運行経費増加により運賃値上げ[37]。

## 他市のコミュニティバスとの関係
前述のとおり、武蔵村山市内には鉄道駅がないため、近隣を運行する西武拝島線および多摩都市モノレールの駅に乗り入れる。そのため乗り入れ先の鉄道駅には、それぞれの駅が所在する市の運行するコミュニティバスも乗り入れている。
市内循環バスの運行開始時から起終点となっていた玉川上水駅は、武蔵村山市の南東側、立川市・東大和市との市境付近にあり、駅所在地は西武拝島線が立川市、多摩都市モノレールが東大和市となっている。そのため、武蔵村山市内循環バス、立川市のくるりんバス（立川バス上水営業所が運行受託）、東大和市のちょこバス（西武バス小平営業所が運行受託）と、3市のコミュニティバスが乗り入れる。2015年2月23日にはちょこバスの新路線が玉川上水駅へ乗り入れを開始し、バスロータリーではMMシャトルとちょこバスが同じ位置に停車する。
西武拝島線武蔵砂川駅は、武蔵村山市の南側の立川市内にあり、MMシャトルとくるりんバスが乗り入れる。2019年10月1日に駅前ロータリーが完成したが、MMシャトルとくるりんバスの停留所は別の場所に設置されている。
多摩都市モノレール開業で新設された上北台駅は、東大和市（武蔵村山市との市境付近）にあり、ちょこバスも2003年2月1日の運行開始当初から乗り入れている。また多摩都市モノレールは上北台駅から延伸して箱根ケ崎駅へ乗り入れる計画があり、鉄道駅のない武蔵村山市は長年熱心に延伸推進活動を続けてきた。
モノレール延伸に先駆けて、箱根ケ崎がある西多摩郡瑞穂町にも2021年に瑞穂町コミュニティバスが開業している（MMシャトルと同じく立川バス福生営業所が受託）。武蔵村山市は2024年3月、沿線の東大和市・瑞穂町と3市共同で「多摩都市モノレール箱根ケ崎方面延伸を見据えた公共交通の基本方針」を策定し、モノレール延伸後を視野に入れた公共交通とまちづくりの計画を協議している。

## 運賃

### 2024年4月1日からの運賃
2024年（令和6年）4月1日、運行委託バス事業者の人件費や燃料費の高騰などによる運行経費増加のため、運賃が改定された。
同日からの現行運賃は以下のとおり。詳細は武蔵村山市公式サイト「MMシャトルの乗り方（運賃等のご案内）」を参照。
- 大人（中学生以上）：210円（現金・IC運賃同額）
- 小人（小学生）：現金運賃110円・IC運賃105円
- 未就学児：無料（人数制限なし）
- 各種障害者手帳（身体障害者手帳・療育手帳・精神障害者保健福祉手帳）の提示により障害者割引あり。
  - 障害者運賃（大人）：現金運賃110円・IC運賃105円（小人と同額）
  - 障害者運賃（小人）：現金運賃60円・IC運賃53円
- PASMO・Suicaなどの交通系ICカードが利用可能。
- 東京都シルバーパスが利用可能。
- 専用一日乗車券「MMワンデーフリーパス」を発売している。
  - 500円（大人・小人同額、各ルート共通）。販売場所は車内および、立川バス瑞穂営業所・上水営業所。紙式一日乗車券（スクラッチ式）で、券面には専用車両（リエッセ）の絵が描かれている。専用回数券の販売終了後も、一日乗車券の販売は継続されている。
- 専用定期券は発行されていない。

### 2024年3月31日までの運賃
2019年（令和元年）10月1日の消費税率引き上げにより、運賃制度を改定した。同日から2024年（令和6年）3月31日までの運賃は以下のとおり。
- 交通系ICカード（PASMO・Suica）での支払いに、IC運賃を新設。
  - バス利用特典サービスの適用開始（2011年5月1日のワンコイン運賃試行時に廃止したものを再開）。ただしバス利用特典サービスは、立川バスの同サービス終了により2021年4月1日をもって終了[33]した。
- 大人（中学生以上）：現金運賃180円・IC運賃178円 - 立川バスの初乗り運賃と同額に設定[41]。
- 小人（小学生）：現金運賃90円・IC運賃89円。未就学児は無料。
- 各種障害者手帳の提示により障害者割引あり。
  - 障害者運賃（大人）：現金運賃90円・IC運賃89円（小人と同額）
  - 障害者運賃（小人）：現金運賃50円・IC運賃45円
- 東京都シルバーパスが利用可能。
- 専用定期券は発行されていない。
- 専用一日乗車券「MMワンデーフリーパス」を500円で販売継続 （消費税増税による価格変更なし）。
- 専用回数券は販売終了したが、一日乗車券の販売は継続される。

### 2019年9月30日までの運賃
2019年（令和元年）9月30日までの運賃制度は以下のとおり。
- 交通系ICカード（PASMO・Suica）に対応開始。現金・IC同一運賃、バス利用特典サービスは適用なし。
- 大人170円、小人90円（障害者割引運賃：大人90円、小人50円）
- 東京都シルバーパスが利用可能。各種障害者手帳提示による割引あり。
- 専用一日乗車券「MMワンデーフリーパス」を500円で販売。
- 専用定期券は発行されていない。

専用回数券（販売終了）
- 「市内循環バス専用回数券」を発売していたが、同年9月30日をもって販売終了した[33]。
- 同年9月30日まで販売されていた回数券の券種は以下のとおり。
  - 170円券×13枚綴り2000円（大人向け、プレミア金額210円）
  - 90円券×12枚綴り1000円（小人向け、プレミア金額80円）
- 回数券は現金で差額を支払うことで引き続き利用可能。払い戻しも受け付ける（手数料210円）。
- 回数券は、車内および立川バス瑞穂営業所・上水営業所で販売していた。立川バスの一般路線では使用不可。

## 現行路線

### 2022年4月1日から
2022年（令和4年）4月1日改正の現行ルート。
上北台ルート、玉川上水ルートでは、朝夕は通勤時ルートとして短縮コースで運転される。

#### 上北台ルート
- 通勤時ルート：上北台駅 - 神明三丁目 - 武蔵村山市役所前 - 村山温泉かたくりの湯 (夕方上北台方面のみ) - 長円寺 - 総合体育館入口（→富士見通り→/←）三ツ木地区会館
- 日中時ルート：上北台駅 - オカネ塚公園 - 学園 - 神明三丁目 - 武蔵村山市役所前 - 村山温泉かたくりの湯 - 長円寺 - 総合体育館入口 - 総合体育館

#### 玉川上水ルート
- 通勤時ルート：玉川上水駅 - 桜街道 - 団地入口 - 大南二丁目 - 学南通り - 原山 - 武蔵村山市役所前
- 日中時ルート：玉川上水駅 - 桜街道 - 大南二丁目 - 東京小児療育病院前 - 村山団地 - 村山医療センター - 学南通り - 東経大前 - 武蔵村山病院 - イオンモール - 三本榎 - 武蔵村山市役所前 - 村山温泉かたくりの湯

## 過去の路線

### 2022年3月31日まで
2022年（令和4年）4月1日改正以前のルート。
上北台ルート、玉川上水ルートでは、朝夕は通勤時ルートとして短縮コースで運転される。

#### 上北台ルート
- 通勤時ルート：上北台駅 - 神明三丁目 - 武蔵村山市役所前 - 村山温泉かたくりの湯 (夕方上北台方面のみ) - 長円寺 - 総合体育館入口（→富士見通り→/←）三ツ木地区会館
- 日中時ルート：上北台駅 - オカネ塚公園 - 学園 - 神明三丁目 - 武蔵村山市役所前 - 村山温泉かたくりの湯 - 長円寺 - 総合体育館入口 - 総合体育館

#### 玉川上水ルート
- 通勤時ルート：玉川上水駅 - 桜街道 - 団地入口 - 大南二丁目 - 学南通り - 原山 - 武蔵村山市役所前
- 日中時ルート：玉川上水駅 - 桜街道 - 大南二丁目 - 東京小児療育病院前 - 村山団地 - 村山医療センター - 学南通り - 東経大前 - 武蔵村山病院 - イオンモール - 三本榎 - 武蔵村山市役所前 - 村山温泉かたくりの湯

#### 武蔵砂川ルート（通勤時のみ）
- 武蔵砂川駅 - イオンモール (朝の武蔵砂川駅方面は通過) - 三ツ藤中央通り - 三ツ藤 - 残堀 - 中原一丁目 - グリーンタウン武蔵村山 - 春名塚

#### 西ルート（日中時のみ）
- 村山医療センター - 学南通り - 東経大前 - 武蔵村山病院 - イオンモール - 三ツ藤中央通り - 三ツ藤 - 残堀 - 中原一丁目 - 中原二丁目 - 富士見通り - 薬師通り - 総合体育館

### 2013年3月31日まで
2013年（平成25年）4月1日改正以前のルート。
上北台ルート、玉川上水ルートでは、朝夕は通勤時ルートとして短縮コースで運転される。

#### 上北台ルート
- 通勤時ルート：上北台駅 - 神明三丁目 - 武蔵村山市役所前 - 長円寺 - 市民総合体育館入口（→富士見通り→/←）三ツ木地区会館
- 日中時ルート：上北台駅 - 神明三丁目 - 武蔵村山市役所前 - 村山温泉かたくりの湯 - 長円寺 - 市民総合体育館入口 - 市民総合体育館

#### 玉川上水ルート
- 通勤時ルート：玉川上水駅 - 桜街道 - 団地入口 - 大南二丁目 - 学南通り - 原山 - 武蔵村山市役所前
- 日中時ルート：玉川上水駅 - 桜街道 - 大南二丁目 - 村山団地 - 村山医療センター - 学南通り - 東経大前（→ 武蔵村山病院 → イオンモール → / ← 三本榎 ←武蔵村山市役所前 ←）村山温泉かたくりの湯

#### 武蔵砂川ルート（終日）
- 武蔵砂川駅 - イオンモール - 三ツ藤 - 富士塚（→ 西残堀→ / ←中原一丁目 ← グリーンタウン武蔵村山 ←）中原三丁目

#### 西循環ルート（日中のみ）
- イオンモール → 老人福祉館前 → 市民総合体育館 → 村山温泉かたくりの湯 → 武蔵村山市役所前 → イオンモール

### 2009年1月31日まで
2009年（平成21年）2月1日改正以前のルート。
1998年11月27日に多摩都市モノレールの上北台駅 - 立川北駅が先行開業したことに伴い、翌1999年10月1日よりルートを大幅に変更。運行開始時の1ルートから3ルートに増え、玉川上水駅のほか、西武拝島線武蔵砂川駅、多摩都市モノレール上北台駅とも結ばれた。
ダイヤモンドシティ・ミューの名称変更により、2008年2月16日にバス停留所名が「ダイヤモンドシティ」から「イオンモール」に変更された。
以下の運行データは2008年11月時点のもの。翌2009年の再編に向けて、市内循環バス検討協議会がまとめた報告書「武蔵村山市内循環バスのあり方について」による。
3ルートともに、6時台 - 21時台の運行。1日の便数は平日・土休日とも同じ。

#### 東西横断ルート
- 上北台駅 - 神明三丁目 - 武蔵村山市役所前 - 村山温泉かたくりの湯 - 長円寺 - 三ツ木地区会館[42] - 武蔵村山市役所前 - 上北台駅[7]
  - 循環運転（16.9km）[7]。1日21便[7]。
  - 所要時間：約70分（1循環）[7]。停留所数：38箇所（上り17、下り22）[7]。
  - 現行の上北台ルートの原型となった路線。

#### 東ルート
- 玉川上水駅 - 大南三丁目 - 村山団地 - 市民総合センター前[43] - 村山医療センター正門 - 東経大前 - 武蔵村山病院東 - 武蔵村山市役所前 - 村山温泉かたくりの湯 - 三ツ藤住宅東 - イオンモール[7]
  - 往復運転（往路11.3km、復路13.3km）[7]。1日23便[7]。
  - 所要時間：約60分（往復）[7]。停留所数：46箇所（往路23、復路23）[7]。
  - 朝夕の一部便は村山団地および武蔵村山病院を経由しない短縮ルートをとっていた。
  - 現行の玉川上水ルートの原型となった路線。

#### 西ルート
- 武蔵砂川駅 - 伊奈平公園[44] - グリーンタウン武蔵村山 - 三ツ藤橋 - イオンモール[7]
  - 往復運転（往路9.2km、復路8.6km）[7]。1日20便[7]。
  - 所要時間：約60分（往復）[7]。停留所数：42箇所（往路21、復路21）[7]。
  - 現行の武蔵砂川ルートの原型となった路線。

### 1999年9月30日まで
1980年（昭和55年）7月1日の運行開始時から、多摩都市モノレールの上北台 - 立川北間の先行開業を受け、1999年10月1日に改正されるまでのルート。運行開始時は上水営業所が担当していた。
経路は以下の1ルートのみで、内回り・外回りの双方向循環。上水営業所が起点の場合は玉川上水駅を通過、終点は全便が玉川上水駅。「公民館前」停留所から循環経路となるラケット型循環で、公民館前まで戻った後は、来た経路を逆に玉川上水駅まで戻る。
- 上水営業所 - 玉川上水駅 - 玉川上水駅入口 - 桜街道 - 大南公園 - 湖南衛生組合前 - 七小入口 - 村山団地 - 第三中学校 - 神明 - 中砂橋 - 国立村山病院西門 - 国立村山病院前 - 三本榎 - 武蔵村山市役所前 - 公民館前[42] - 桃の木 - 武蔵村山高校南 - 五中南 - 老人福祉会館前 - 伊奈平公園- 伊奈街道南 - コトブキ村山工場前[45] - 残堀 - 三ツ藤 - 公民館前 - (以下同経路) - 玉川上水駅

1. 玉川上水駅 - 村山団地は、現：玉川上水ルート（日中時）とほぼ同経路。
2. 第三中学校 - 神明は、現：上北台ルートの経路を通る。
3. 神明 - 中砂橋は、現：玉川上水ルート（通勤時）の経路を通る。
4. 国立村山病院（現：国立病院機構村山医療センター）- 武蔵村山市役所前は、玉川上水ルート（日中時）の経路に戻る。
5. 武蔵村山高校南 - 五中南、残堀 - 三ツ藤は、現：武蔵砂川ルート（通勤時）および西ルート（日中時）が経由している。

「桃の木」停留所は、1999年10月1日の改正で「西ルート」となったが、利用者が少ないことと新青梅街道に新たな停留所を設置できないことから、2009年2月1日のルート再編で廃止された。

## 車両
2015年10月28日の時点では、リエッセ4台、エアロミディME4台、ポンチョ3台、3種11台が運行されていた。
2017年3月31日までは、ポンチョのホイールベースが長く回転半径が大きいため、三ツ藤中央通り左折時に対向車線の停止線を越えることから、武蔵砂川ルート・西ルートの運用に入らなかった。
2017年4月1日より、新型車両（ポンチョ）2台更新により、運行継続に必要な旧型車両が不足するが、ルートは変更せず当該交差点にカーブミラーを設置した上で、ポンチョで運行を継続することとした。

### 現行車両
- 三菱ふそう・エアロミディME[48]
ノンステップバス。購入車両。
レインボーRBの代替として、2003年に3台、2005年に1台、計4台が配置。
  - 2003年：M24 - M26（KK-ME17DF）3台
  - 2005年：M27（PA-ME17DF）1台

- 日野・ポンチョ[49][50]
2ドアロングボディ、ノンステップバス。購入車両。
リエッセの代替として、2012年・2014年・2015年に各1台、2017年に2台、2018年に2台配置。
  - 2012年：M36（SDG-HX9JLBE）1台
  - 2014年：M41（SDG-HX9JLBE）1台
  - 2015年：M42（SDG-HX9JLBE）1台
  - 2017年：M43、M44（SDG-HX9JLBE）2台
  - 2018年：F45、F46（2DG-HX9JLCE）2台

### 過去の車両
- いすゞ・ジャーニーL[3]
  - JM1- JM3（K-BE22）3台

初代車両。マイクロバス。立川バスカラー。車体は川重車体工業製。
1980年、運行開始時に配置。上水営業所所属。
フロントに「武蔵村山市内循環」の方向幕（固定幕）を設置。
マーカーランプ付きのハイルーフ車。当時はまだ珍しかった冷房車だった。

- 日野・レインボーRB[5]
  - JM5 - JM7（U-RB2WGAA）

2代目車両。マイクロバス。立川バスカラー。1ドア中折戸。直結冷房車。
1990年、ジャーニーLの代替として配置。上水営業所所属。
経年とバリアフリー非対応のため、2003年に導入されたエアロミディMEに代替された。

- 日野・リエッセ[5]
ツーステップ、車椅子用リフト無し[24]。リース車両。
1999年の「MMシャトル」への再編時に、導入当初から現行カラーで7台配置。
上水営業所担当時代に導入。瑞穂営業所への移管前は社番が「JM8 - JM14」だった[注釈 3]。
リフトが無いため車椅子での乗車はできない[24]。前中扉とも2枚折戸。
経年とバリアフリー非対応のため、2012年から2018年にかけて、順次ポンチョに代替された。
  - M8 - M14（KK-RX4JFEA）
M9 - M13は、福生営業所への移管前に除籍。
福生営業所への再移管により2台が転属、M8→F8、M14→F14と改番された後、2018年に除籍された。